# Trecella
Trecella (Trisella in dialetto milanese, AFI: [triˈzɛla], localmente Tresella, AFI: [treˈzɛla]) è una frazione del comune lombardo di Pozzuolo Martesana posta ad est del centro abitato, verso Albignano.

## Storia
Trecella era una località agricola di antica origine. Nell'ambito della suddivisione in pievi del territorio milanese, apparteneva alla Pieve di Gorgonzola.
Registrato agli atti del 1751 come un villaggio milanese di 500 abitanti saliti a 551 nel 1771, alla proclamazione del Regno d'Italia nel 1805 Trecella risultava avere 600 residenti. Dopo la riforma amministrativa napoleonica del 1809, Trecella fu frazione di Pozzuolo, recuperando l'autonomia con la costituzione del Regno Lombardo-Veneto.
Nel 1853 il comune contava 950 abitanti, scesi a 848 nel 1861. Nel 1869 Trecella fu aggregata definitivamente a Pozzuolo Martesana riprendendo l'antico modello napoleonico.

## Monumenti e luoghi d’interesse

### Architetture religiose
La Chiesa di San Marco è sede di una parrocchia pluri-centenaria. 

## Sport
Erano presenti due squadre di calcio dilettantistiche che militavano entrambe in Terza Categoria, ovvero la Real Acli Trecella e la Virtus Trecella. Dal 2012 le due squadre si sono unite con il nome di Virtus Acli Trecella.
Nel 2015 la Virtus Acli Trecella ottiene la sua prima promozione in seconda categoria.